# Benjamin Pontremoli
Benjamin Pontremoli (ebraico:בנימין פונטרמולי; Smirne, ... – Smirne, XIX secolo) è stato un poeta, rabbino e scrittore turco.

## Biografia
Benjamin Pontremoli è stato un importante rabbino della comunità ebraica turca nel XIX secolo. Fu un autore eccellente, tra le sue opere più celebri si annovera  "Shebeṭ Binyamin" (Salonica, 1824).
Discendeva da un ramo di un'importante famiglia di rabbini di origine italiana che era immigrato in Turchia da Casale Monferrato nel XVII secolo. Dal ramo italiano nacquero importanti rabbini come Rav. Eliseo Graziadio Pontremoli (Gran Rabbino di Nizza), Rav.Gabriel Pontremoli (Rabbino Capo di Torino), Rav. Chakam Esdra Pontremoli (Rabbino di Vercelli).

## Opere (parziale)
- Benjamin Pontremoli, Shebeṭ Binyamin (Salonica, 1824)
- Benjamin Pontremoli, Petach HaDvir